# Vera Carlbom
Anna Vera Elise Carlbom, född 21 februari 2000 i Stockholms län, är en svensk artist, musiker och skådespelare.
Hon har tidigare utgett sin egen musik under artistnamnet Vera Hotsauce men arbetar i dag främst som låtskrivare åt andra artister.

## Biografi
Vera Carlbom är uppvuxen i Stockholm och Skåne. Hon gick Rytmus musikgymnasium och blev under tiden där kontrakterad av TEN Music Group. Under artistnamnet Vera Hotsauce släppte hon sin debutsingel, Bottoms up, 2018. Hennes första album, Hot N Saucy, släpptes 2020. Hon var mellan åren 2019 till 2021 nattklubbschef på Spy Bar i Stockholm.

### Musik
Som låtskrivare har hon jobbat med Max Martins skivbolag MXM. I dag, 2024, är hon låtskrivare och producent för Universal Publishing.
2020 vann hon priset årets rookie på Denniz Pop Awards.
Artister som Vera Carlbom skrivit musik för är bland andra: Dillon Francis, Upsahl, Sofie Tucker, Griff, Dylan och Elliphant.

### Film
2022 debuterade Vera Carlbom som skådespelare i långfilmen Året jag slutade prestera och började onanera.

### Podd
Mellan åren 2018 och 2020 hade Vera Carlbom podden Vera och Nelly – världen är ditt ostron ihop med journalisten Nelly Kronstrand.

## Produktioner

### Film
- 2022 – Året jag slutade prestera och började onanera - Liv